# Pericallia agassizi
Pericallia agassizi är en fjärilsart som beskrevs av Arnold Spuler 1906. Pericallia agassizi ingår i släktet Pericallia och familjen björnspinnare. Inga underarter finns listade i Catalogue of Life.